# Hryhorij Taran
Hryhorij Taran (ukrainisch Григорій Таран, engl. Transkription Hryhoriy Taran; * 16. Juni 1937 in Nikopol) ist ein ehemaliger ukrainischer Hindernisläufer, der für die Sowjetunion startete.
Am 28. Mai 1961 stellte er in Kiew mit 8:31,2 min einen Weltrekord auf, der vier Wochen später von Zdzisław Krzyszkowiak zurückerobert wurde.